# تينا هيرش
تينا هيرش (بالإنجليزية: Tina Hirsch)‏ هي مونتيرة أمريكية، ولدت في 1943 في نيويورك في الولايات المتحدة.

## وصلات خارجية
- تينا هيرش على موقع IMDb (الإنجليزية)
- تينا هيرش على موقع ألو سيني (الفرنسية)
- تينا هيرش على موقع أول موفي (الإنجليزية)
- تينا هيرش على موقع قاعدة بيانات الأفلام السويدية (السويدية)
- تينا هيرش على موقع قاعدة بيانات الفيلم (الإنجليزية)
- تينا هيرش على موقع كينوبويسك (الروسية)